# Huy Kanthoul
Huy Kanthoul (ur. 1909, zm. 1991) – kambodżański polityk.
Był działaczem Partii Demokratycznej. W gabinetach tworzonych przez to ugrupowanie zajmował stanowiska ministra informacji (1948) i edukacji (1948-1949 oraz 1951). 13 października 1951 został premierem. Jego rząd bez większych rezultatów zabiegał o pełną niezależność od Francji, zmagał się również z wewnętrznym kryzysem demokratów. W obliczu postępującej destabilizacji państwa (szczególnie po powrocie do kraju lidera nacjonalistów, Sơn Ngọc Thànha, 29 października 1951) zarządził zakrojone na szeroką skalę aresztowania przeciwników politycznych. Posunięcie to spowodowało zdecydowaną reakcję króla Norodoma Sihanouka, który z pomocą oddziałów francuskich dokonał przewrotu, 16 czerwca 1952 dymisjonując cały gabinet.